# Tajay Gayle
Tajay Gayle (Kingston, 2 agosto 1996) è un lunghista giamaicano, campione mondiale a Doha 2019.

## Biografia
Nel 2018 si classificò quarto nel salto in lungo ai Giochi del Commonwealth di Gold Coast 2018 e fu medaglia d'argento ai campionati NACAC. 
Ai campionati mondiali di Doha 2019 rischiò di essere eliminato nelle qualificazioni, con un modesto 7,89 che gli valse il dodicesimo e ultimo posto utile per l'accesso alla finale. Il giorno seguente conquistò sorprendentemente la medaglia d'oro con la misura di 8,69 m. Nell'occasione superò il suo precedente personale di 37 centimetri, facendo registrare il primato mondiale stagionale nonché decima miglior prestazione mondiale di ogni tempo.

## Progressione

### Salto in lungo
| Stagione | Misura | Luogo       | Data      | Rank. Mond. |
| -------- | ------ | ----------- | --------- | ----------- |
| 2023     | 8,27 m | Budapest    | 24-8-2023 |             |
| 2022     | 8,26 m | Padova      | 4-9-2022  |             |
| 2021     | 8,29 m | Monaco      | 9-7-2021  |             |
| 2020     | 8,23 m | Kingston    | 11-7-2020 |             |
| 2019     | 8,69 m | Doha        | 28-9-2019 | 1º          |
| 2018     | 8,24 m | Toronto     | 12-8-2018 | 18º         |
| 2017     | 8,00 m | Montego Bay | 11-2-2017 | 63º         |
| 2016     | 7,54 m | Kingston    | 12-6-2016 | 428º        |
| 2015     | 6,54 m | Kingston    | 21-5-2015 | -           |
| 2014     | 6,18 m | Kingston    | 25-3-2014 | -           |

### Salto in lungo indoor
| Stagione | Misura | Luogo      | Data      | Rank. Mond. |
| -------- | ------ | ---------- | --------- | ----------- |
| 2022/23  | 8,13 m | Birmingham | 25-2-2023 |             |
| 2018/19  | 8,10 m | Birmingham | 16-2-2019 | 7º          |

## Palmarès
| Anno | Manifestazione          | Sede       | Evento         | Risultato | Prestazione | Note                                                                    |
| ---- | ----------------------- | ---------- | -------------- | --------- | ----------- | ----------------------------------------------------------------------- |
| 2018 | Giochi del Commonwealth | Gold Coast | Salto in lungo | 4º        | 8,12 m      | Miglior prestazione personale                                           |
| 2018 | Campionati NACAC        | Toronto    | Salto in lungo | Argento   | 8,24 m      | Miglior prestazione personale                                           |
| 2019 | Giochi panamericani     | Lima       | Salto in lungo | Argento   | 8,17 m      |                                                                         |
| 2019 | Mondiali                | Doha       | Salto in lungo | Oro       | 8,69 m      | Miglior prestazione mondiale stagionale · Miglior prestazione personale |
| 2021 | Giochi olimpici         | Tokyo      | Salto in lungo | 11º       | 7,69 m      |                                                                         |
| 2022 | Mondiali                | Eugene     | Salto in lungo | nm (q)    | nm (q)      |                                                                         |
| 2022 | Campionati NACAC        | Freeport   | Salto in lungo | Argento   | 7,81 m      |                                                                         |
| 2023 | Mondiali                | Budapest   | Salto in lungo | Bronzo    | 8,27 m      | =                                                                       |
| 2024 | Mondiali indoor         | Glasgow    | Salto in lungo | 6º        | 7,89 m      |                                                                         |
| 2024 | Giochi olimpici         | Parigi     | Salto in lungo | 19º (q)   | 7,78 m      |                                                                         |
| 2025 | Mondiali indoor         | Nanchino   | Salto in lungo | 10º       | 7,83 m      |                                                                         |

## Campionati nazionali
- 1 volta campione giamaicano assoluto del salto in lungo (2019)

2016
- 14º ai campionati giamaicani assoluti (Kingston), salto in lungo - 6,97 m

2017
- Bronzo ai campionati giamaicani assoluti (Kingston), salto in lungo - 7,87 m

2018
- Argento ai campionati giamaicani assoluti (Kingston), salto in lungo - 8,08 m

2019
- Oro ai campionati giamaicani assoluti (Kingston), salto in lungo - 8,24 m

2021
- Oro ai campionati giamaicani assoluti (Kingston), salto in lungo - 8,23 m

## Altre competizioni internazionali
2018
- Oro al Meeting international Mohammed VI ( Rabat), salto in lungo - 8,09 m

2019
- Oro allo Shanghai Golden Grand Prix ( Shanghai), salto in lungo - 8,24 m

2021
- Oro al Bauhaus-Galan ( Stoccolma), salto in lungo - 8,55 m

2024
- Oro al Memorial Van Damme ( Bruxelles), salto in lungo - 8,28 m
- Vincitrice della Diamond League nella specialità del salto in lungo

2025
- Bronzo al Athletissima ( Losanna), salto in lungo - 7,71 m